# Dominic Zamprogna
Dominic "Dom" Zamprogna es un actor canadiense, más conocido por haber interpretado a Mark Deosdade en la serie Edgemont y actualmente por dar vida a Dante Falconeri en la serie General Hospital.

## Biografía
Es hijo del bailarín Lou Zamprogna y Pauline Zamprogna, y tiene dos hermanas: su hermana mayor es la actriz Gema Zamprogna y su hermana gemela es la actriz Amanda Zamprogna.
El 1 de noviembre de 2009, se casó con Linda Leslie, con quien tiene tres hijas: Anbilliene Zamprogna (19 de octubre de 2010), Eliana Zamprogna (30 de diciembre de 2012) y Adeline Pauline Zamprogna (17 de mayo de 2015).

## Carrera
En 1993 apareció por primera vez como invitado en la serie animada y de fantasía Tales from the Cryptkeeper donde prestó su voz para el personaje de Peter en el episodio "Cave Man". Un año después volvió a aparecer en la serie ahora prestando su voz para el personaje de Simon en el episodio "Cold Blood, Warm Heart/The Spider and the Flies". Ese mismo año volvió ahora como la voz de un niño en "Hunted". Finalmente hizo su última participación en la serie en 1999 cuando prestó su voz para el personaje de Vincent en el episodio "Competitive Spirit". 
En 1995 se unió al elenco de la película Iron Eagle IV donde interpretó al soldado Rudy Marlowe, el copiloto de Wheeler (Joanne Vannicola).
Ese mismo año apareció en la película Fight for Justice: The Nancy Conn Story donde interpretó a Billy. La película sigue la historia real de Nancy Conn, una mujer cuya vida se pone de cabeza cuando ella y su prima Charlotte Parks son secuestradas saliendo de un bar por Richard Mark Ellard, quien mata a Charlotte y a otras mujeres.
En enero del 2001 se unió al elenco de la serie Edgemont donde interpretó a Mark Deosdade, hasta el final de la serie en julio del 2005.
Ese mismo año interpretó al marinero Ryan Alford en la película Danger Beneath the Sea.
En noviembre del 2004 se unió al elenco recurrente de la serie Battlestar Galactica donde interpretó al soldado James "Jammer" Lyman, un marino bajo el cargo del jefe Galen Tyrol (Aaron Douglas) en Galáctica, hasta el 2006, luego de que fuera ejecutado por el tribunal secreto conocido como el "Círculo". Dominic volvió a interpretar a Jammer ahora en la miniserie Battlestar Galactica: The Resistance en diciembre del 2006.
Ese mismo año dio vida al agente Steve Ritchie en la película Meltdown e interpretó al joven Aries, un miembro del planeta M7G-677 en la serie Stargate: Atlantis.
En 2005 apareció en la película The Engagement Ring en donde dio vida a Johnny Anselmi de joven, papel interpretado por el actor Chuck Shamata de adulto. 
Ese mismo año interpretó al guardabosques Justin Rawley, el novio de Danielle "Danny" St. Claire (Cerina Vincent) en la película de terror It Waits.
En el 2006 apareció como invitado en la serie Supernatural donde interpretó a Beau, un vampiro que trabaja para Luther (Warren Christie) y que es asesinado por Dean Winchester durante el episodio "Dead Man's Blood".
Ese mismo año apareció en la película Engaged to Kill donde dio vida a Ivan, quien se hace pasar por Nick, para vengarse de su actual novia Abby Lord (Maria del Mar) a quien culpa por la muerte de su antigua novia. También interpretó al astrónomo Hockstetter, el asistente de Madison Taylor (Rae Dawn Chong) en la película 'Deadly Skies.
En 2008 interpretó al joven boxeador Roberto Abrantes en un episodio de la serie The Border.
En el 2009 apareció como invitado en el episodio "Stiletto" de la octava temporada de la serie Smallville donde interpretó a Bruno "Ugly" Mannheim, un mafioso y nuevo propietario del club Ace después de matar a su antiguo dueño, Ronald "Ron" Milano (Nels Lennarson).
El 22 de junio del mismo año se unió al elenco principal de la popular serie General Hospital donde interpreta al detective Dante Falconeri, el hijo de Sonny Corinthos (Maurice Benard) y Olivia Falconeri (Lisa LoCicero), hasta ahora.

## Filmografía

### Series de televisión
| Año              | Título                                   | Personaje                  | Notas                             |
| ---------------- | ---------------------------------------- | -------------------------- | --------------------------------- |
| 2009 - presente  | General Hospital                         | Dante Falconeri            | 926 episodios                     |
| 2009             | Stargate Universe                        | Dr. Boone                  | 2 episodios                       |
| 2009             | Smallville                               | Bruno Mannheim             | episodio "Stiletto"               |
| 2008             | The L Word                               | Greg / Jim                 | 6 episodios                       |
| 2008             | The Border                               | Roberto Abrantes           | episodio "Normalizing Relations"  |
| 2007             | Flash Gordon                             | Rake                       | episodio "The Sorrow"             |
| 2007             | Bionic Woman                             | Técnico                    | 2 episodios                       |
| 2007             | Painkiller Jane                          | Phil                       | episodio "Playback"               |
| 2004 - 2006      | Battlestar Galactica                     | Cpt. James "Jammer" Lyman  | 10 episodios                      |
| 2006             | Battlestar Galactica: The Resistance     | Cpt. James "Jammer" Lyman  | 9 episodios - miniserie           |
| 2006             | Blade: The Series                        | Kurt                       | episodio "Hunters"                |
| 2006             | Supernatural                             | Beau                       | episodio "Dead Man's Blood"       |
| 2005             | Tru Calling                              | Donald Stuart Mitchell III | episodio "Grace"                  |
| 2001 - 2005      | Edgemont                                 | Mark Deosdade              | 70 episodios                      |
| 2004             | Cold Squad                               | Mark                       | episodio "Girlfriend in a Closet" |
| 2004             | Stargate: Atlantis                       | Aries                      | episodio "Childhood's End"        |
| 2004             | Touching Evil                            | LaMarr                     | episodio "Memorial"               |
| 2003             | Da Vinci's Inquest                       | Oficial de Policía         | 2 episodios                       |
| 2002             | Odyssey 5                                | Justin Deckard             | episodio "Rapture"                |
| 2001             | Leap Years                               | Hector                     | episodio # 1.8                    |
| 2001             | MythQuest                                | Kadilus                    | episodio "The Minotaur"           |
| 1993, 1994, 1999 | Tales from the Cryptkeeper               | Varios Personajes          | 4 episodios                       |
| 1999             | PSI Factor: Chronicles of the Paranormal | Kevin                      | episodio "Solitary Confinement"   |
| 1996 - 1997      | Wind at My Back                          | Tony Piretti               | 2 episodios                       |
| 1994, 1995, 1997 | Kung Fu: The Legend Continues            | Matt                       | 3 episodios                       |
| 1996             | Ready or Not                             | Cam                        | episodio "I Do, I Don't"          |
| 1995             | The NeverEnding Story                    | Artreyu                    | 4 episodios                       |
| 1994             | The Magic School Bus                     | Caller                     | episodio "All Dried Up"           |
| 1993, 1994       | Are You Afraid of the Dark?              | Rush Keegan / Jed          | 3 episodios                       |
| 1991             | Counterstrike                            | Terry                      | episodio "Hide and Seek"          |

### Películas
| Año  | Título                                  | Personaje          | Notas |
| ---- | --------------------------------------- | ------------------ | --- |
| 2006 | Deadly Skies                            | Hockstetter        | junto a Antonio Sabato Jr., Rae Dawn Chong, Michael Boisvert, Michael Moriarty y Hrothgar Mathews        |
| 2006 | Engaged to Kill                         | Nick / Ivan        | junto a Maria del Mar, Joe Lando, Katharine Isabelle, Peter DeLuise, Paul McGillion y Anne Marie DeLuise |
| 2005 | The Engagement Ring                     | Johnny (de joven)  | junto a Patricia Heaton, Vincent Spano, Tony Lo Bianco, David Hunt, Chuck Shamata y Lainie Kazan         |
| 2005 | It Waits                                | Justin Rawley      | junto a Cerina Vincent, Greg Kean, Eric Schweig, Matt Jordon, Miranda Frigon y Sean Wei Mah              |
| 2005 | Bloodsuckers                            | Oficial Damian     | junto a Joe Lando, Natassia Malthe, Leanne Adachi, Aaron Pearl, A. J. Cook y Michael DeLuise             |
| 2004 | Meltdown                                | Steve Ritchie      | junto a Bruce Greenwood, Leslie Hope, Arnold Vosloo, James Remar, Will Lyman y Bill Mondy                |
| 2002 | Drummer Boy                             | Philip Renold      | junto a Marcel Aymar, Stefan Brogren, David Deveau, Colin Fox, Michael Longstaff y Kathleen Munroe       |
| 2001 | Danger Beneath the Sea                  | AS. Ryan Alford    | junto a Casper Van Dien, Stewart Bick, Tammy Isbell, Ron White, Vince Corazza y Paul Essiembre           |
| 2001 | Come l'America                          | Matteo (de adulto) | junto a Sabrina Ferilli, Massimo Ghini, Henry Czerny, Gioia Spaziani, Cosimo Bani y Veronica Niccolai    |
| 2000 | Rivals                                  | Andrew             | junto a Mary-Margaret Humes, Jennifer Finnigan, Marnette Patterson, Rel Hunt y Joanne Vannicola          |
| 1996 | Amigo o Enemigo                         | Kyle               | junto a Chris Penn, Stuart Stone, Devon Sawa, Amy Stewart, Nicholas Campbell y Jarred Blancard           |
| 1995 | Iron Eagle IV                           | Rudy Marlowe       | junto a Louis Gossett, Jr., Jason Cadieux, Al Waxman, Joanne Vannicola, Chas Lawther y Dean McDermott    |
| 1995 | Fight for Justice: The Nancy Conn Story | Billy              | junto a Marilu Henner, Doug Savant, Ann Wedgeworth, Peri Gilpin, Lisa Jakub y Don Franklin               |
| 1991 | F/X2                                    | Chris Brandon      | junto a Bryan Brown, Brian Dennehy, Rachel Ticotin, Philip Bosco, Kevin J. O'Connor y Tom Mason          |

### Apariciones
| Año  | Programa              | Notas                  |
| ---- | --------------------- | ---------------------- |
| 2010 | Entertainment Tonight | episodio del 3 de mayo |

## Premios y nominaciones
| Año  | Categoría                                               | Premio             | Series           | Resultado |
| ---- | ------------------------------------------------------- | ------------------ | ---------------- | --------- |
| 2016 | Outstanding Supporting Actor in a Drama Series          | Daytime Emmy Award | General Hospital | Nominado  |
| 2014 | Outstanding Supporting Actor in a Drama Series          | Daytime Emmy Award | General Hospital | Nominado  |
| 2005 | Youth or Children's Program or Series: Best Performance | Leo Award          | Edgemont         | Nominado  |